# Nycteola fuscoramosanus
Nycteola fuscoramosanus är en fjärilsart som beskrevs av Leo Schwingenschuss 1953. Nycteola fuscoramosanus ingår i släktet Nycteola och familjen trågspinnare. Inga underarter finns listade i Catalogue of Life.